# Coupe de France de cyclisme sur route 2012
Navigation
Coupe de France 2011 Coupe de France 2013
La Coupe de France de cyclisme sur route 2012 est la 21e édition de la Coupe de France de cyclisme sur route. Elle débute le 29 janvier avec le Grand Prix d'ouverture La Marseillaise et se termine le 14 octobre avec le Tour de Vendée. Seize épreuves sont au programme. Pour cette nouvelle édition, deux nouvelles épreuves sont incluses, il s'agit de la Classic Loire-Atlantique et de la Route Adélie qui fait son retour dans la coupe de France après son retrait en 2008.

## Attribution des points

### Classements individuels
Seuls les coureurs français et les coureurs étrangers des équipes françaises marquent des points correspondant à leur classement réel dans chaque épreuve. Le classement général s'établit par l'addition des points ainsi obtenus. Les coureurs de moins de 25 ans concourent pour le classement du meilleur jeune.
| Position | 1  | 2  | 3  | 4  | 5  | 6  | 7  | 8  | 9  | 10 | 11 | 12 | 13 | 14 | 15 |
| Points   | 50 | 35 | 25 | 20 | 18 | 16 | 14 | 12 | 10 | 8  | 6  | 5  | 3  | 3  | 3  |

### Classement par équipes
Le classement par équipes est établi de la manière suivante. Lors de chaque course, on additionne les places des trois premiers coureurs de chaque équipe. L'équipe avec le total le plus faible reçoit 12 points au classement des équipes, la deuxième équipe en reçoit neuf, la troisième équipe en reçoit huit et ainsi de suite jusqu'à la dixième équipe qui marque un point. Seules les équipes françaises marquent des points.
| Position | 1  | 2 | 3 | 4 | 5 | 6 | 7 | 8 | 9 | 10 |
| Points   | 12 | 9 | 8 | 7 | 6 | 5 | 4 | 3 | 2 | 1  |

## Résultats
| Date         | Course                                 | Vainqueur           | Équipe                       | Leader du classement individuel | Leader du classement par équipes |
| 29 janvier   | Grand Prix d'ouverture La Marseillaise | Samuel Dumoulin     | Cofidis                      | Samuel Dumoulin                 | Cofidis                          |
| 17 mars      | Classic Loire-Atlantique               | Florian Vachon      | Bretagne-Schuller            | Florian Vachon                  | Bretagne-Schuller                |
| 18 mars      | Cholet-Pays de Loire                   | Arnaud Démare       | FDJ-BigMat                   | Arnaud Démare                   | FDJ-BigMat                       |
| 30 mars      | Route Adélie de Vitré                  | Roberto Ferrari     | Androni Giocattoli-Venezuela | Arnaud Démare                   | Bretagne-Schuller                |
| 1 avril      | Flèche d'Émeraude                      | Roberto Ferrari     | Androni Giocattoli-Venezuela | Arnaud Démare                   | Saur-Sojasun                     |
| 10 avril     | Paris-Camembert                        | Pierre-Luc Périchon | La Pomme Marseille           | Pierre-Luc Périchon             | Saur-Sojasun                     |
| 12 avril     | Grand Prix de Denain                   | Juan José Haedo     | Saxo Bank                    | Arnaud Démare                   | Bretagne-Schuller                |
| 14 avril     | Tour du Finistère                      | Julien Simon        | Saur-Sojasun                 | Samuel Dumoulin                 | Saur-Sojasun                     |
| 15 avril     | Tro Bro Leon                           | Ryan Roth           | SpiderTech-C10               | Samuel Dumoulin                 | Bretagne-Schuller                |
| 26 mai       | Grand Prix de Plumelec-Morbihan        | Julien Simon        | Saur-Sojasun                 | Samuel Dumoulin                 | Bretagne-Schuller                |
| 27 mai       | Boucles de l'Aulne                     | Sébastien Hinault   | AG2R La Mondiale             | Julien Simon                    | Bretagne-Schuller                |
| 29 juillet   | Polynormande                           | Tony Hurel          | Europcar                     | Samuel Dumoulin                 | Bretagne-Schuller                |
| 19 août      | Châteauroux Classic de l'Indre         | Rafael Andriato     | Farnese Vini-Selle Italia    | Samuel Dumoulin                 | Bretagne-Schuller                |
| 2 septembre  | Tour du Doubs                          | Jérôme Coppel       | Saur-Sojasun                 | Samuel Dumoulin                 | Bretagne-Schuller                |
| 16 septembre | Grand Prix d'Isbergues                 | John Degenkolb      | Argos-Shimano                | Samuel Dumoulin                 | Bretagne-Schuller                |
| 14 octobre   | Tour de Vendée                         | Wesley Kreder       | Vacansoleil-DCM              | Samuel Dumoulin                 | Bretagne-Schuller                |

## Classements
Au 14 octobre 2012

### Classement général individuel
| #  | Coureur           | Équipe                 | Pts |
| -- | ----------------- | ---------------------- | --- |
| 1  | Samuel Dumoulin   | Cofidis                | 232 |
| 2  | Julien Simon      | Saur-Sojasun           | 159 |
| 3  | Laurent Pichon    | Bretagne-Schuller      | 94  |
| 4  | Arnaud Démare     | FDJ-BigMat             | 88  |
| 5  | Romain Feillu     | Vacansoleil-DCM        | 84  |
| 6  | Sébastien Hinault | AG2R La Mondiale       | 75  |
| 7  | Benoît Jarrier    | Véranda Rideau-Super U | 65  |
| 8  | Jérémie Galland   | Saur-Sojasun           | 62  |
| 9  | Tony Hurel        | Europcar               | 61  |
| 10 | Pierrick Fédrigo  | FDJ-BigMat             | 58  |

### Classement général individuel des jeunes
| #  | Coureur             | Équipe                 | Pts |
| -- | ------------------- | ---------------------- | --- |
| 1  | Arnaud Démare       | FDJ-BigMat             | 88  |
| 2  | Benoît Jarrier      | Véranda Rideau-Super U | 65  |
| 3  | Tony Hurel          | Europcar               | 61  |
| 4  | Pierre-Luc Périchon | La Pomme Marseille     | 50  |
| 5  | Nacer Bouhanni      | FDJ-BigMat             | 45  |
| 6  | Armindo Fonseca     | Bretagne-Schuller      | 37  |
| 7  | Arthur Vichot       | FDJ-BigMat             | 33  |
| 8  | Romain Hardy        | Bretagne-Schuller      | 32  |
| 9  | Yannick Martinez    | La Pomme Marseille     | 28  |
| 10 | Evaldas Šiškevičius | La Pomme Marseille     | 24  |

### Par équipes
| #  | Équipe                  | Pts |
| -- | ----------------------- | --- |
| 1  | Bretagne-Schuller       | 140 |
| 2  | Saur-Sojasun            | 115 |
| 3  | FDJ Big-Mat             | 106 |
| 4  | Europcar                | 94  |
| 5  | AG2R La Mondiale        | 88  |
| 6  | La Pomme Marseille      | 87  |
| 7  | Cofidis                 | 79  |
| 8  | Auber 93                | 71  |
| 9  | Véranda Rideau-Super U  | 62  |
| 10 | Roubaix Lille Métropole | 59  |